# Nora Mebarek
Nora Mebarek, già Nora Makhlouf poi Nora Mebarek-Makhlouf (Port-Saint-Louis-du-Rhône, 22 luglio 1972), è una politica francese e dirigente del Partito Socialista. Nel 2018 è stata eletta prima segretaria del PS delle Bocche del Rodano.

## Carriera politica
Mebarek è stata candidata alle elezioni legislative in Francia del 2017 nella 16ª circoscrizione delle Bocche del Rodano, nel seggio occupato dal socialista Michel Vauzelle, che si era dimesso. Si è posizionata quinta al primo turno, risultando eliminata. Il suo seggio è stato preso da Monica Michel de La République En Marche !.
Dopo l'esito negativo nelle legislative in Francia del 2017, Mebarek si è candidata alle elezioni europee del 2019. Posizionata al sesto posto nella lista PS-PP-ND e non eletta immediatamente, si è assicurata un seggio tra quelli lasciati dal Regno Unito dopo l'uscita dall'UE, assumendo l'incarico di ]europarlamentare. In qualità di deputata ha aderito all'Alleanza Progressista dei Socialisti e dei Democratici.
In Parlamento, fa parte della Commissione per lo sviluppo regionale. Dal 2021 è anche membro della  delegazione del Parlamento alla Conferenza sul futuro dell'Europa. Oltre ai suoi incarichi in commissione, fa parte della delegazione del Parlamento per le relazioni con i paesi del Mashreq.
È stata riconfermata nella sua posizione dopo le elezioni del 2024.

## Posizioni politiche
Nel maggio 2021, Mebarek si è unita a un gruppo di 39 legislatori per lo più del Partito Verde del Parlamento europeo che in una lettera hanno esortato i leader di Germania, Francia e Italia a non sostenere Arctic LNG 2, un progetto russo legato al gas naturale liquefatto (GNL) artico da 21 miliardi di dollari, a causa delle preoccupazioni sui cambiamenti climatici.
In vista delle elezioni presidenziali del 2022, ha dichiarato pubblicamente il suo sostegno ad Anne Hidalgo come candidata dei socialisti e si è unita al suo team della campagna elettorale. Nel 2023, ha pubblicamente sostenuto la rielezione del presidente del partito Olivier Faure.